# Vincenzo Emanuele Sergio
 (février 2025).
Vincenzo Emanuele Sergio est un économiste italien, né à Palerme en 1740 et mort dans cette même ville le 5 mai 1810.

## Biographie
Sergio étudia droit à l'Université de Palerme et se livra de bonne heure à l'étude des questions économiques. À peine âgé de vingt-cinq ans, il entreprit de former un code diplomatique du commerce sicilien qui devait contenir les lettres, les ordonnances, les statuts et autres actes de l'autorité sur cette matière. Après avoir lu dans l'académie du bon goût, dont il était membre, plusieurs fragments de son travail, il en commença l'impression en 1769, mais le plan seul en fut publié. Sergio fut nommé, en 1779, professeur d'économie politique à l'université de Palerme, puis secrétaire et archiviste du tribunal de commerce. Il mourut le 5 mai 1810. L'Accademia dei Georgofili de Florence et l'Académie des sciences et belles-lettres de Naples le comptaient parmi leurs membres.

## Œuvres
Outre plusieurs discours lus dans les séances de l'académie et quelques traductions d'écrits français sur des sujets d'économie publique, Sergio avait publié :
- Plan d'un code diplomatique du commerce de la Sicile, Palerme, 1769, in-8o ; réimprimé l'année suivante dans le tome 11 des Opuscules d'auteurs siciliens ;
- Lettre sur les routes de la Sicile, Palerme 1777, pet. in-4° ;
- Plan, dressé par ordre du sénat de Palerme des règlements d'une maison d'éducation pour le bas peuple, Palerme, 1779, pet. in-4°.

Sergio avait aussi entrepris une histoire du commerce de la Sicile, qui est restée manuscrite. Il est le premier qui se soit occupé dans cette île de questions d'économie politique. N'ayant jamais voyagé et vivant à une époque où les relations de son pays avec les nations étrangères étaient d'abord peu actives, puis furent presque tout à fait suspendues par les événements politiques, Sergio ne put pas suivre le mouvement de la science en Europe. Aussi quelques-unes de ses productions sont-elles entachées de préjugés, mais ce défaut n’empêche pas d'y rencontrer souvent des idées neuves et d'une utilité pratique incontestable.